# Augustinerstraße 22 (Esslingen)

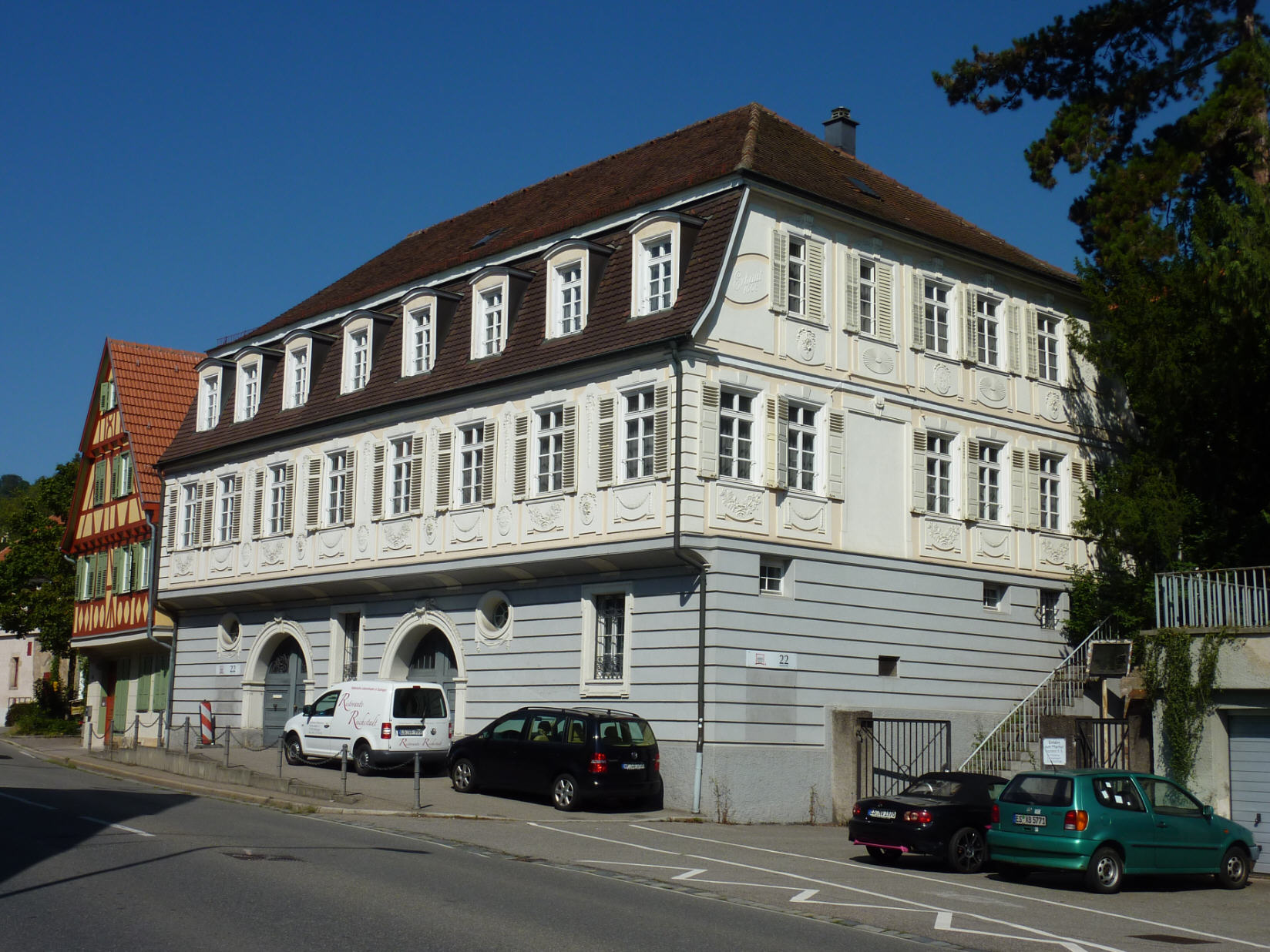
Haus Augustinerstraße 22

Das Haus Augustinerstraße 22 in Esslingen am Neckar ist ein denkmalgeschütztes Bauwerk aus der zweiten Hälfte des 18. Jahrhunderts. Nach seinem ersten Besitzer wird das Haus auch als Faulhabersches Haus bezeichnet.

## Geschichte
Philipp Daniel Faulhaber (1713–1773), ein Bruder Christoph Erhard Faulhabers und Obrist-Leutnant der schwäbischen Kreisartillerie, erwarb im Jahr 1759 das Vorgängerbauwerk, das er bald darauf abreißen und durch einen Neubau ersetzen ließ. Dieser zeigt unter einem Mansarddach Fassadenschmuck im Louis-seize-Stil mit bekränzten Medaillons und Festons. 
1840 ging das Haus in den Besitz des Juristen Friedrich Wilhelm Benzinger über. Im späten 19. Jahrhundert wurde das Bauwerk modernisiert. Aus dieser Zeit stammen noch Details wie die Treppenanlage und die Stuckdecken. Albert Benz renovierte und erweiterte das Haus im Jahr 1906: An der Rückseite des Gebäudes wurde ein Terrassenanbau hinzugefügt. In den Jahren 1926/27 wurde ein Saal im Erdgeschoss im Auftrag des Esslinger Druiden-Ordens mit Art-Déco-Malereien und Blattgold verziert. Diese Arbeiten der Stuttgarter Dekorationsmaler Sachse und Rothmann wurden später übermalt und im Jahr 1989 wieder freigelegt.